# Sanne Cant
Sanne Cant   (Ekeren, 8 d'octubre de 1990) és una exciclista belga. Especialista en ciclocròs, va guanyar quatre medalles, una d'elles d'or, als Campionats del món. Ha estat tres cops consecutives campiona del món de ciclocròs, guanyadora de tres edicions de la Copa del món, tres cops Campiona d'Europa i consecutivament Campiona belga de ciclocròs entre 2010 i 2024.
Els seus germans Kevin i Jelle també s'han dedicat al ciclisme professionalment.

## Palmarès en ciclocròs
- 2009-2010
  -  Campiona de Bèlgica en ciclocròs
- 2010-2011
  -  Campiona de Bèlgica en ciclocròs
  - 1a al Trofeu GvA
- 2011-2012
  -  Campiona de Bèlgica en ciclocròs
- 2012-2013
  -  Campiona de Bèlgica en ciclocròs
  - 1a al Trofeu Bpost Bank
- 2013-2014
  -  Campiona de Bèlgica en ciclocròs
  - 1a al Trofeu Bpost Bank
- 2014-2015
  -  Campiona d'Europa en ciclocròs
  -  Campiona de Bèlgica en ciclocròs
  - 1a a la Copa del món de ciclocròs
- 2015-2016
  -  Campiona d'Europa en ciclocròs
  -  Campiona de Bèlgica en ciclocròs
  - 1a a la Copa del món de ciclocròs
  - 1a al Superprestige
  - 1a al Trofeu Bpost Bank
- 2016-2017
  -  Campiona del món en ciclocròs
  -  Campiona de Bèlgica en ciclocròs
  - 1r al Superprestige
  - 1a al Trofeu DVV Verzekeringen
- 2017-2018
  -  Campiona del món en ciclocròs
  -  Campiona d'Europa en ciclocròs
  -  Campiona de Bèlgica en ciclocròs
  - 1a a la Copa del món de ciclocròs
  - 1a al Superprestige
- 2018-2019
  -  Campiona del món en ciclocròs
  -  Campiona de Bèlgica en ciclocròs
  - 1a al Superprestige
- 2019-2020
  -  Campiona de Bèlgica en ciclocròs
- 2020-2021
  -  Campiona de Bèlgica en ciclocròs
- 2021-2022
  -  Campiona de Bèlgica en ciclocròs
- 2022-2023
  -  Campiona de Bèlgica en ciclocròs
- 2023-2024
  -  Campiona de Bèlgica en ciclocròs

## Palmarès en ciclisme de muntanya
- 2009
  -  Campiona de Bèlgica en Camp a través

## Palmarès en ruta

### Resultats a les Grans Voltes

#### Giro d'Itàlia
- 2024: 37a posició

#### Tour de França
- 2022: 62a posició
- 2023: 85a posició